# Allium autumniflorum
Allium autumniflorum — вид рослин з родини амарилісових (Amaryllidaceae); ендемік Ірану.

## Опис
Цибулини яйцеподібні, 1–1.5 см в діаметрі, з сіруватими коричневими зовнішніми оболонками; цибулинки, ймовірно, відсутні. Стеблина 20–30 см завдовжки по всій довжині вкрита листовими піхвами. Листків 4, коротші, ніж стеблина. Суцвіття субкулясте, багатоквіткове. Квітконіжки майже рівної довжини, 10–20 см завдовжки, без приквітків. Квітки вузькодзвінчасті, білуваті з коричневим серединою; листочки оцвітини завдовжки 4–5 мм, вузько довгасті, кінчик гострий. Пиляки коричнюваті. Коробочка діаметром 3.5 мм.
Час цвітіння: жовтень.

## Поширення
Ендемік Ірану.
Місцем проживання виду є суха кам'яниста земля біля невеликого чагарнику Rhamnus pallasii.